# تياغو مينديز (لاعب كرة قدم برازيلي)
تياغو هنريكي مينديز ريبيرو (بالبرتغالية: Thiago Henrique Mendes Ribeiro‏) هو لاعب كرة قدم برازيلي في مركز الوسط ولد في يوم 15 مارس 1992 في مدينة ساو لويس في البرازيل، يلعب حالياً مع نادي الريان وسبق له اللعب مع نادي غوياس ونادي ساو باولو ونادي ليل وأولمبيك ليون.

## روابط خارجية
- تياغو مينديز على موقع الاتحاد الأوربي (الإنجليزية)
- تياغو مينديز على موقع إي إس بي إن إف سي (الإنجليزية)
- تياغو مينديز على موقع قاعدة بيانات كرة القدم.إي يو (الإنجليزية)
- تياغو مينديز على موقع ليكيب (الفرنسية)
- تياغو مينديز على موقع Soccerbase.com (لاعب) (الإنجليزية)
- تياغو مينديز على موقع Soccerway.com (الإنجليزية)
- تياغو مينديز على موقع عالم كرة القدم.نت (الإنجليزية)
- تياغو مينديز على موقع AS.com (الإسبانية)